# Сіді-Бель-Аббес (вілаєт)
Сіді-Бель-Аббес (араб. ولاية سيدي بلعباس‎‎) — вілаєт Алжиру. Адміністративний центр — м. Сіді-Бель-Аббес. Площа — 9 096 км². Населення — 603 369 осіб (2008).

## Географічне положення
На півночі межує з вілаєтом Оран, на сході — з вілаєтами Маскара та Саїда, на півдні — з вілаєтом Наама, на заході — з вілаєтами Тлемсен і Айн-Темушент.
Розташований в горах Тель-Атлас.

## Адміністративний поділ
Поділяється на 15 округів та 52 муніципалітети.
| Алжир | Це незавершена стаття з географії Алжиру. Ви можете допомогти проєкту, виправивши або дописавши її. |